# Амір Алі Гаджизаде
Амір Алі Гаджизаде (перс. امیرعلی حاجی‌زاده; ‎28 лютого 1962 — 13 червня 2025) — іранський бригадний генерал, який перебував на посаді командувача Повітряно-космічних сил КВІР з часу їх створення у жовтні 2009 року до червня 2025 року, загинув внаслідок ізраїльських ударів по Ірану в червні 2025 року.

## Кар'єра
Амір Алі Гаджизаде народився 28 березня 1962 року в Тегерані. Він розпочав свою діяльність у Корпусі вартових Ісламської Революції (КВІР) у 1970 році, а під час ірано-іракської війни був одним зі снайперів КВІР і брав участь у багатьох масштабних операціях війни, таких як «Кербела-4», «Кербела-5», «Вальфаджр» та «Вальфаджр-8».

### Атака на Айн-аль-Асад
Гаджизаде командував операцією «Мученик Сулеймані» — ракетним ударом, завданим 8 січня 2020 року по військовій базі США Айн-аль-Асад у провінції Анбар в Іраці. Удар оголошувався як відплата, проведена у відповідь за вбивство командувача підрозділу «Кудс» генерала Касема Сулеймані.

### Збиттярейсу 752 «Міжнародних авіаліній України»
Гаджизаде був командувачем Повітряно-космічних сил КВІР 8 січня 2020 року, в день коли дві ракети класу «земля-повітря» були випущені по Boeing 737—800 рейсу 752 Міжнародних авіаліній України, внаслідок чого загинули всі 176 пасажирів та членів екіпажу. Ісламська Республіка Іран протягом трьох днів заперечувала, що її ракети збили літак, і заявляла, що це була авіакатастрофа. Деякі іранські ЗМІ навіть називали таку атаку неможливою. Зі зростанням доказів та міжнародного тиску, Корпус вартових ісламської революції 11 січня 2020 року опублікував листа, в якому Гаджизаде взяв на себе «повну відповідальність» за збиття літака. Незважаючи на цей лист, нікого з КВІР, включно з Гаджизаде, ніяк не покарали й не понизили у званні.
Приблизно через три роки, у листопаді 2022 року, Гаджизаде звинуватив інших у запізнілому визнанні відповідальності: «Рішення було прийнято через 48 годин. Ми знали, що сталося, з першої години, але інші установи та організації не визнали цього», він також додав: «48 годин — це не так багато (якщо сказати по правді)».

### Погроза вбивством Дональда Трампа та Майка Помпео
У лютому 2023 року Гаджизаде заявив, що Іран розробив крилату ракету з дальністю польоту 1650 км та погрожував вбивством тодішньому президенту США Дональду Трампу та колишньому державному секретарю США Майку Помпео. «Якщо на те буде Божа воля, ми прагнемо вбити Трампа. Помпео… і військових командирів, які віддали наказ (вбити командира сил „Кудс“ Касема Сулеймані), слід убити», — сказав Гаджизаде в телевізійному інтерв'ю.

### Іранські удари по Ізраїлю
Гаджизаде керував повітряною атакою іранських військ проти Ізраїлю у квітні. А після авіаудару по командному центру Хезболли та вбивства генерального секретаря ліванської Хезболли Сайєда Хассана Насралли в Бейруті в жовтні 2024 року, Повітряно-космічні сили КВІР завдали авіаудару з використанням понад 200 балістичних ракет по Тель-Авіву та ізраїльських військових об'єктах, включно зі штаб-квартирою Моссаду та авіабазою Наватім. 6 жовтня Верховний лідер Ірану аятола Алі Хаменеї нагородив Гаджизаде орденом Перемоги на знак визнання його ролі.

### Санкції
24 червня 2019 року Міністерство фінансів США запровадило проти нього санкції, заморозивши всі його активи в США та заборонивши громадянам США вести з ним бізнес.
29 вересня 2022 року, після протестів, спричинених смертю Махси Аміні, Канада додала ім'я Аміра Алі Гаджизаде до списку канадських автономних санкцій.
Згодом санкції на Аміра наклали й низка інших країн та ЄС.

## Смерть
Гаджизаде убитий 13 червня 2025 року внаслідок ізраїльського авіаудару, завданого по підземному військовому командному центру в Ірані.